# Linux Magazine
Ne doit pas être confondu avec GNU/Linux Magazine France.
Linux Magazine est un magazine international pour les passionnés et professionnels des logiciels Linux. Il est publié par l'ancienne division Linux New Media de la société de médias allemande Medialinx AG.

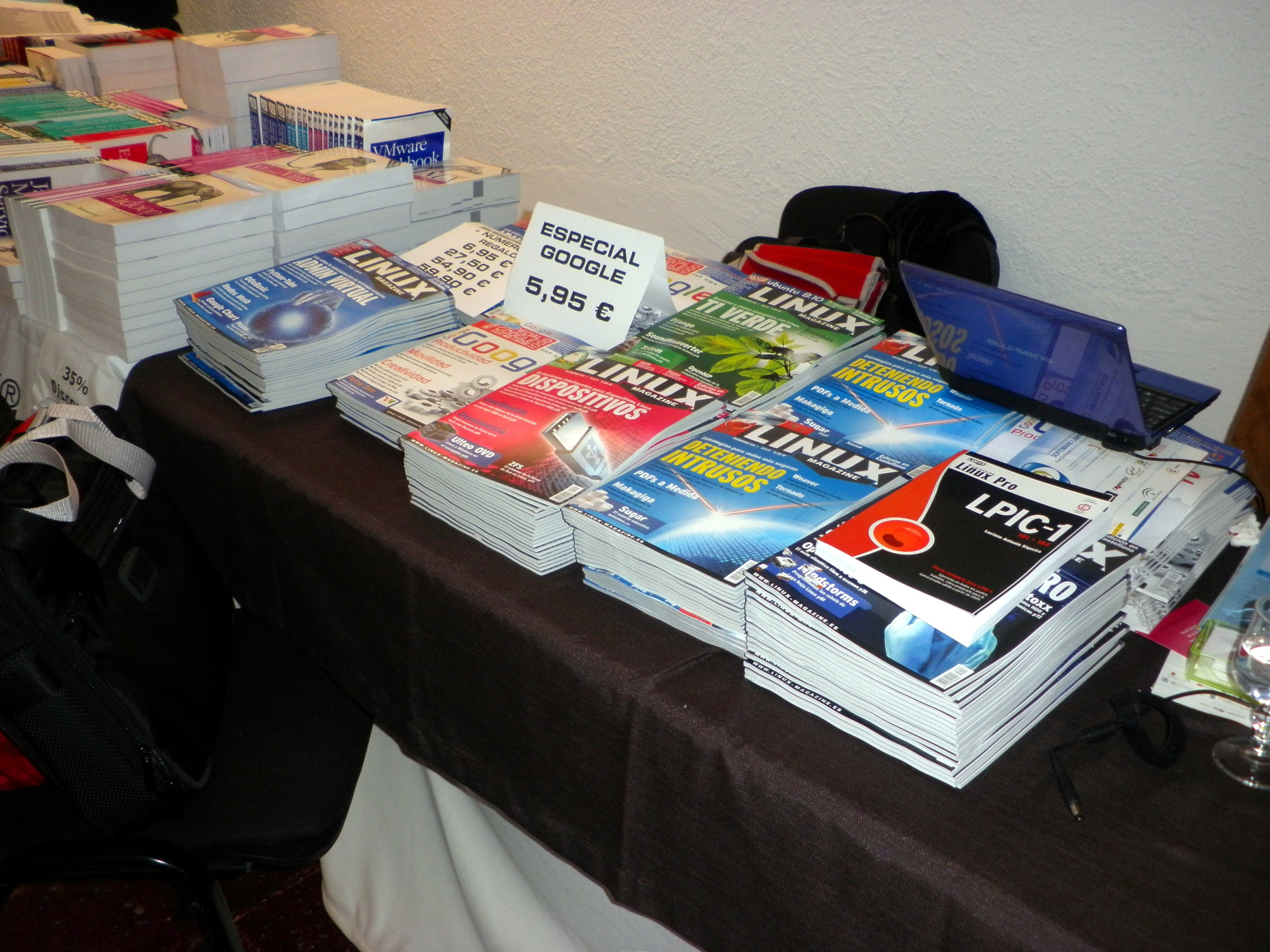
Numéros de l'édition en espagnol à vendre

Le magazine a été publié pour la première fois en allemand en 1994, et plus tard en anglais, polonais, portugais brésilien et espagnol. L'édition allemande s'appelle Linux-Magazin  (ISSN 1432-640X); l'édition américaine/canadienne est Linux Pro Magazine  (ISSN 1752-9050). La société fondatrice était Articon GmbH.
Le magazine est publié le premier jeudi de chaque mois et chaque numéro comprend un DVD-ROM, contenant généralement une version récente d'une distribution Linux.

## Linux-Magazin
Linux-Magazin est l'un des plus anciens magazines sur Linux au monde. Le premier numéro en allemand est paru en octobre 1994, sept mois après le premier numéro du Linux Journal, en tant que document d'information pour DELUG, le groupe d'utilisateurs allemands de Linux,. Le slogan du magazine est « Die Zeitschrift für Linux-Professionals » (en allemand pour « Le magazine pour les professionnels de Linux »).

## Le magazine américain d'InfoStrada
Quand Linux New Media (de) ont lancé leur version nord-américaine de Linux-Magazin, pour éviter un conflit de nom avec un autre magazine appelé Linux Magazine publié aux États-Unis par InfoStrada, le magazine américain et canadien de Linux New Media a pris le nom de Linux Pro Magazine.
Linux Magazine  (ISSN 1536-4674) était un magazine sur Linux écrit en anglais et publié aux États-Unis par InfoStrada, basé à Mountain View, en Californie. Leur magazine couvrait l'administration système, les distributions Linux, les logiciels libres, le développement Linux et d'autres sujets.
En juin 2008, Linux New Media USA, LLC a acheté des actifs d'InfoStrada liés à leur magazine. Par conséquent, Linux Magazine d'InfoStrada n'offrait plus d'abonnements imprimés. Le site Web du magazine Linux d'InfoStrada a été acquis par le réseau Internet.com de QuinStreet, de sorte qu'aucun changement de nom n'a été appliqué au magazine nord-américain de Linux New Media. Le dernier article sur le site de QuinStreet est daté du 30 juin 2011.
En octobre 2016, Linux Voice a fusionné en tant que section spéciale dans Linux Magazine.

## Histoire
En septembre 2014, le magazine fête ses 20 ans.
En septembre 2019, le magazine fête ses 25 ans.

## Rédaction
Le poste de rédacteur en chef a été tenu par Jörg Luther du début du magazine en 1994 jusqu’au 9 septembre 2019. Jan Kleinert le remplace à ce poste.